# The Clark Sisters
The Clark Sisters est un groupe américain de gospel originaire de Détroit (Michigan).

## Histoire du groupe
Le groupe a été fondé en 1973 par Mattie Moss Clark, directrice de chorale de l'Église de Dieu en Christ à Détroit (Michigan), et ses 5 filles Jacqueline (Jacky), Denise, Elbernita (Twinkie), Dorinda et Karen. Cette même année, elles ont sorti leur premier album Jesus Has a Lot to Give avec le label Billesse Records.
En 1980, Twinkie a pris la direction du groupe et elles ont sorti l’album live Is My Living in Vain . En 1981, la chanson-titre de l’album You Brought the Sunshine rencontre un succès dans les classements radio.
En 2006, elles enregistrent un album live à Houston, au Texas, Live - One Last Time, sorti en 2007.
En avril 2020, un film sur le groupe, The Clark Sisters: First Ladies of Gospel, a été diffusé sur Lifetime avec une audience de 2,7 millions de téléspectateurs.

## Discographie
- 1973: Jesus Has a Lot to Give
- 1974: Dr. Mattie Moss Clark Presents the Clark Sisters
- 1975: Sound Of Gospel Presents
- 1976: Unworthy
- 1978: Count It All Joy
- 1978: New Dimensions of Christmas Carols
- 1979: He Gave Me Nothing to Lose (But All to Gain)
- 1980: Is My Living in Vain
- 1981: You Brought the Sunshine
- 1982: Sincerely
- 1982: Gospel
- 1984: Heart and Soul
- 1986: Best
- 1986: Heart and Soul
- 1988: Conqueror
- 1989: Bringing It Back Home
- 1994: Miracle
- 2007: Live - One Last Time #1 (US Gospel),
- 2008: Encore: The Best of the Clark Sisters
- 2008: The Clark Sisters Definitive Gospel Collection
- 2009: A Clark Family Christmas
- 2020: The Return

## Récompenses
Au cours de sa carrière, le groupe a reçu 2 Grammy Awards  et 2 Dove Awards.